# Harrisbärfis
Harrisbärfis, Piezodorus lituratus, är en skinnbaggeart som först beskrevs av Johan Christian Fabricius 1794.  Harrisbärfis ingår i släktet Piezodorus och familjen bärfisar, Pentatomidae. Arten är reproducerande och har en livskraftig, (LC) population i Sverige. Artens livsmiljö är främst vägrenar och torra, öppna sandmarker. Inga underarter finns listade i Catalogue of Life.

## Bildgalleri

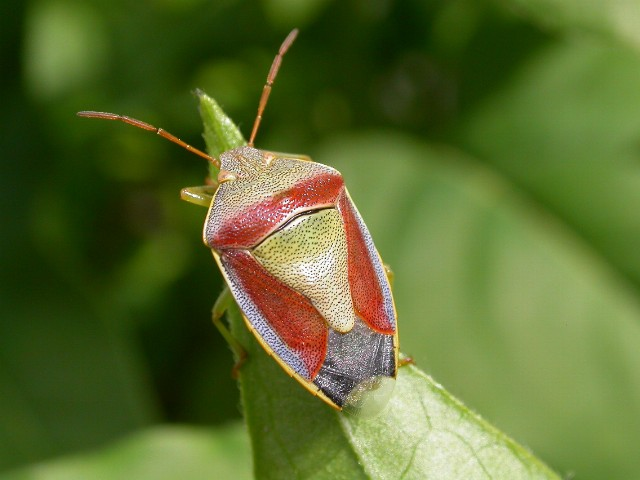
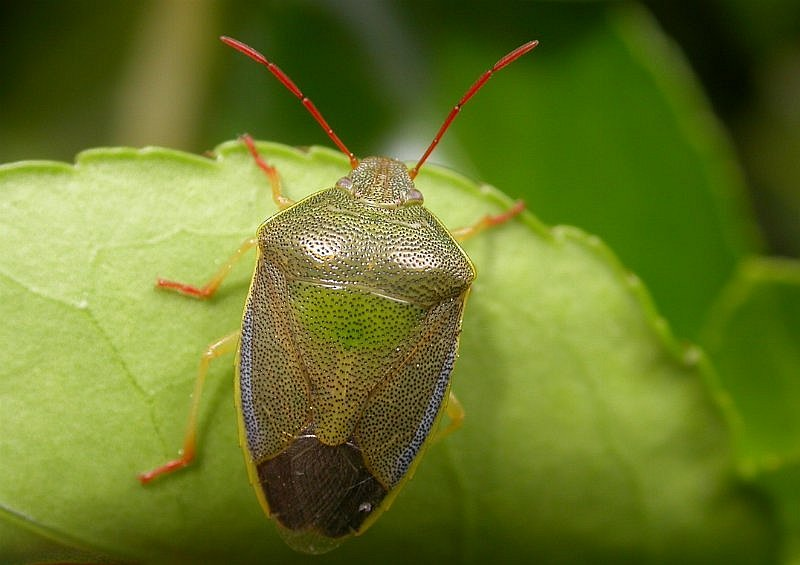
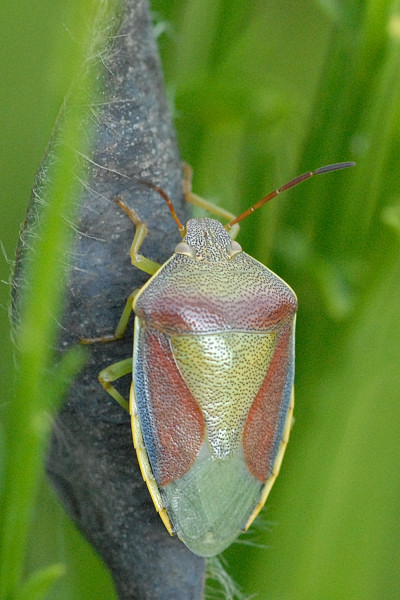
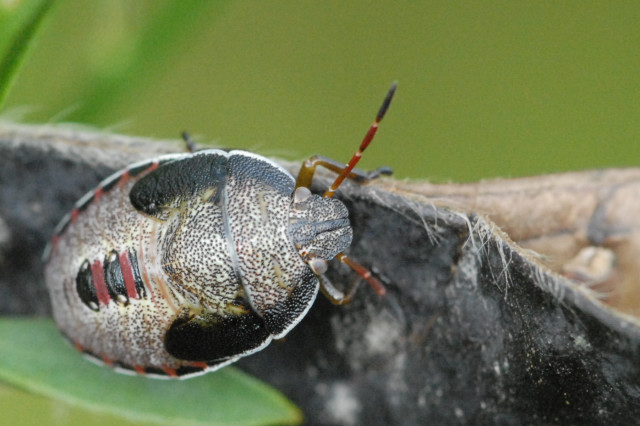
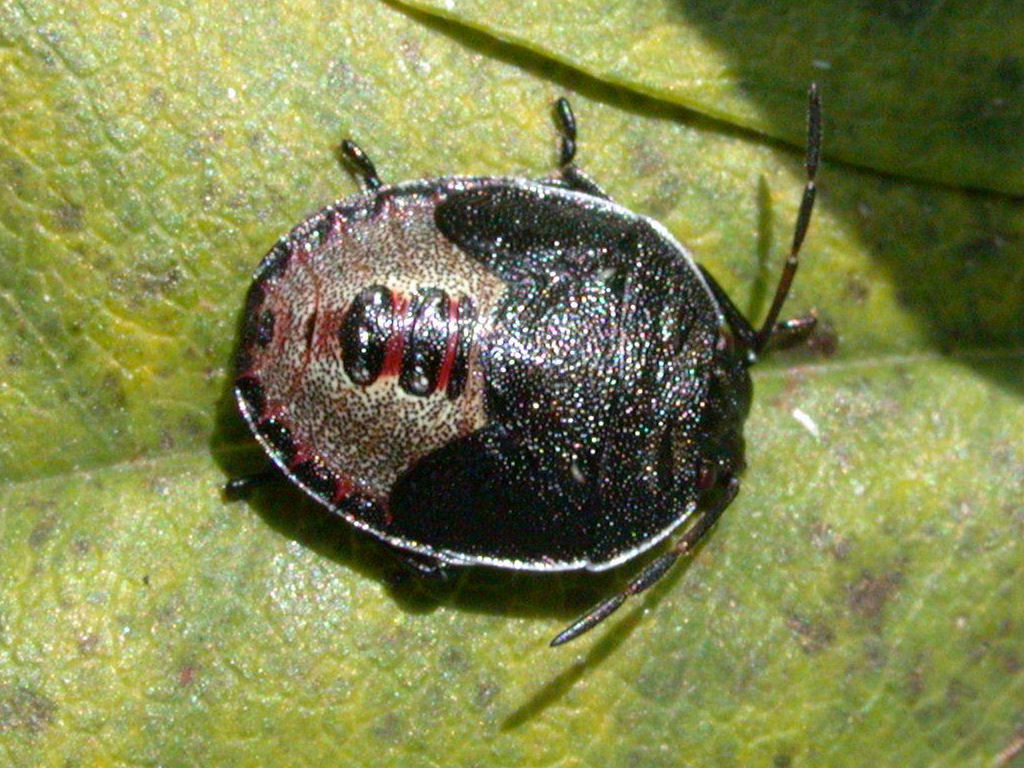
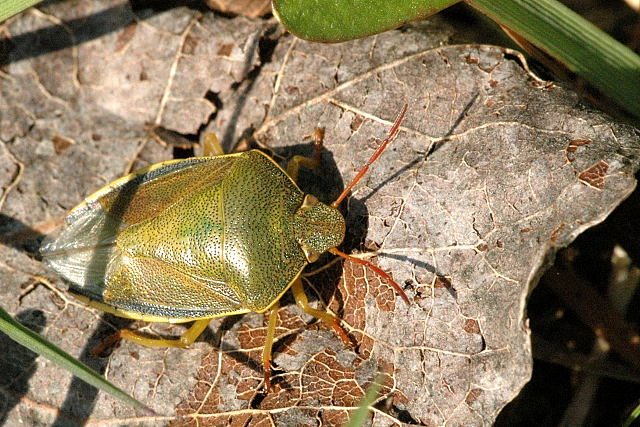